# جي. هيرون فوستر
جي. هيرون فوستر هو محرر وناشر وصحفي وسياسي أمريكي، ولد في 18 أبريل 1822 في غرينسبورج في الولايات المتحدة، وتوفي في 21 أبريل 1868 في Allegheny, Pennsylvania ‏ في الولايات المتحدة. نشط حزبياً في الحزب الجمهوري. وقد انتخب عضو مجلس نواب بنسيلفانيا ‏ (1858 – 1859).